# Chubut
Chubut, al text de la Constitució provincial: Província del Chubut, és una de les vint-i-tres províncies de l'Argentina en les quals està dividit administrativament el territori de la República Argentina. Alhora, és un dels vint-i-quatre estats autogovernats o jurisdiccions de primer ordre que conformen el país, i un dels vint-i-quatre districtes electorals legislatius nacionals.
Se situa entre els paral·lels 42 i 46, que limita al nord amb la província de Río Negro i al sud amb la província de Santa Cruz, a l'est amb l'oceà Atlàntic i a l'oest amb la regió xilena de Los Lagos, estat del qual està separat per la serralada dels Andes.
El nom de Chubut deriva de la paraula ameríndia teheultxe chupat, que significa 'transparent', mot amb què descrivien el riu Chubut, del qual va agafar nom la província.
La ciutat més gran de la província és Comodoro Rivadavia, amb 125.000 habitants i localitzada al sud, però la capital n'és Rawson, amb 25.000 habitants. Altres ciutats importants són Puerto Madryn, Trelew, Esquel i Sarmiento.
La immigració gal·lesa va ser molt important a la província.